# كيربيفيل
كيربيفيل (بالإنجليزية: Kirbyville)‏ هي مدينة في مقاطعة جاسبر في الولايات المتحدة الأمريكية. بلغ عدد السكان 2,085 حسب تعداد العام 2000.